# Renanthera philippinensis
Renanthera philippinensis là một loài thực vật có hoa trong họ Lan. Loài này được (Ames & Quisumb.) L.O.Williams miêu tả khoa học đầu tiên năm 1937.